# Huỳnh Văn Thắng
Huỳnh Văn Thắng (sinh năm 1951) là một tình báo viên mật danh F.5 của Mặt trận Dân tộc Giải phóng Miền Nam Việt Nam trong chiến tranh Việt Nam.
Ông được biết đến với nhiệm vụ đóng giả làm phụ nữ để trà trộn vào biệt đội Thiên Nga - một tổ chức phản gián của Việt Nam Cộng hoà. Hoạt động tình báo của ông Thắng đã giúp Mặt trận Dân tộc Giải phóng Miền Nam Việt Nam phát hiện và tiêu diệt nhiều nhân viên của Thiên Nga và Phượng Hoàng cài vào Mặt Trận.

## Thân thế
Huỳnh Văn Thắng sinh năm 1951 tại xã Định Thủy, huyện Mỏ Cày, tỉnh Bến Tre, nơi phát tích của phong trào Đồng Khởi sau này. Ông là con trai út trong một gia đình có truyền thống cách mạng. Bốn người anh trai của ông đều tham gia kháng chiến, trong đó có liệt sĩ Huỳnh Văn Tạc hy sinh trong chiến dịch Mậu Thân năm 1968. Ông Thắng là con út nên được phân công ở nhà phụng dưỡng mẹ già.
Huỳnh Văn Thắng tham gia cách mạng từ sớm. Ông được đào tạo về cứu thương vào năm 16 tuổi và năm sau chính thức công tác trong lĩnh vực quân y. Từ năm 1969 ông Thắng được giao nhiệm vụ quân báo, dưới vỏ bọc của người buôn hoa quả và bánh ông thường xuyên đến chợ Bến Tre và những nơi đông người để thu thập thông tin cho Mặt trận Giải phóng.

## Giả gái trà trộn vào biệt đội Thiên Nga
Từ nửa cuối thập niên 1960, Hoa Kỳ và chính quyền Sài Gòn bắt đầu tổ chức và triển khai chiến dịch Phụng Hoàng để tấn công và phá huỷ các cơ sở cách mạng và tình báo của Mặt trận Dân tộc Giải phóng Miền Nam Việt Nam. Họ tổ chức các đội mật vụ "Thiên Nga", "Phượng Hoàng" thâm nhập, cài cắm vào hàng ngũ của Mặt trận Giải phóng để chỉ điểm và bắt giữ nhiều cán bộ của Mặt trận đang hoạt động bí mật. Để đối phó lại, Mặt trận Giải phóng quyết định cài ngược tình báo viên của mình vào các đội Thiên Nga, Phượng Hoàng để truy lùng tung tích của các mật vụ này.
Huỳnh Văn Thắng có dung mạo và dáng người giống như phụ nữ nên ông được Đặng Tấn Phong, lãnh đạo Ty Công an Bến Tre (của Mặt trận) giao nhiệm vụ giả gái để trà trộn vào biệt đội Thiên Nga vốn chỉ tuyển phụ nữ. Ông Thắng phải dành nhiều tháng tập mặc quần áo phụ nữ, học cách cư xử của phụ nữ, để tóc dài, tắm gội bằng lá bồ kết. Ông cũng nhờ một bác sĩ tiêm nội tiết tố nữ dù biết có rủi ro ảnh hưởng đến thể chất và giới tính. Sau thời gian chuẩn bị, ông Thắng thực hiện nhiệm vụ dưới vỏ bọc là Huỳnh Thị Thanh, một cô gái trẻ từ quê lên thành phố Bến Tre bán bánh dừa. Ông tạo quan hệ thân quen với Mười Râu và Sáu Dung, người đứng đầu nhóm mật vụ Phượng Hoàng và Thiên Nga tại Bến Tre, cũng như với Năm Mỹ, vợ của Mười Râu. Nhờ các mối quan hệ này, ngày 1 tháng 1 năm 1971, Huỳnh Văn Thắng chính thức được tuyển mộ vào nhóm Thiên Nga. Để gây dựng lòng tin, Huỳnh Văn Thắng cố ý cung cấp thông tin về hoạt động của du kích Giải phóng - thực chất đó là các trận nghi binh do tình báo Giải phóng tổ chức để phối hợp với hoạt động của ông. Những tin tức "chính xác" này khiến cho Mười Râu và Sáu Dung ngày càng tin tưởng ông Thắng, củng cố vỏ bọc và chỗ đứng của ông trong tổ mật vụ của đối phương.
Huỳnh Văn Thắng nhanh chóng tận dụng địa vị và quan hệ của mình để truy lùng các mật vụ Thiên Nga, Phượng Hoàng đang đánh phá Mặt trận Giải phóng. Ông đã giúp Mặt trận xác nhận danh tính và tiêu diệt Phạm Văn Hương và Nguyễn Văn Tư, hai mật vụ nguy hiểm của Cảnh sát đặc biệt Bến Tre hoạt động cho nhóm Phượng Hoàng của Mười Râu. Ông cũng kịp thời báo cáo về hoạt động chỉ điểm của Ba Đằng, một thành viên Mặt trận đã đào tẩu, nhờ đó bảo vệ được nhiều cơ sở của Mặt trận Giải phóng trong khu vực.
Do hoạt động dưới vỏ bọc là phụ nữ, Huỳnh Văn Thắng thường xuyên nhận được lời tỏ tình, cũng như những hành vi sàm sỡ từ những thành viên nam của tổ mật vụ và các quan chức của chính quyền Sài Gòn, trong đó đặc biệt nghiêm trọng là lời cầu hôn của con trai của Tỉnh trưởng Bến Tre. Đứng trước nguy cơ thân phận tình báo bị lộ, cấp trên dự định tổ chức cho ông đào thoát khỏi Bến Tre. May mắn là lúc này quân Giải phóng tiến hành chiến dịch Hồ Chí Minh và chính thể Việt Nam Cộng hoà sụp đổ, ông Thắng nhân tình hình hỗn loạn của chính quyền Sài Gòn đã tạm lánh về quê nhà ẩn náu.

## Sau năm 1975
Chiến tranh kết thúc, Huỳnh Văn Thắng tìm vị bác sĩ năm xưa để tiêm lại nội tiết tố nam, phục hồi thân phận đàn ông. Ông kết hôn năm 1976 và có 5 người con. Ông và gia đình mưu sinh bằng nhiều nghề khác nhau, thậm chí từng sang Campuchia làm thợ bánh mì và bán bánh dạo. Ông từng một thời gian chống chọi với bệnh gan. Năm 1995, ông được người thân giới thiệu lên rừng Mã Đà (Đồng Nai) lập nghiệp. Ông tích cóp vốn xây dựng ở một trang trạng nuôi lợn, cá, trồng cây ăn quả, được Hội làm vườn Việt Nam bình chọn là “Trang trại Vàng Việt Nam” vào năm 2010. Ông cũng tham gia các hoạt động từ thiện, nhân đạo, góp tiền xây nhà, tặng quà cho người nghèo.
Ông được trao Huy chương kháng chiến chống Mỹ hạng Nhì vào ngày 6 tháng 4 năm 2012.